# Санта Луча-Корнето (Торино)
Санта Луча-Корнето је насеље у Италији у округу Торино, региону Пијемонт.
Према процени из 2011. у насељу је живело 92 становника. Насеље се налази на надморској висини од 474 м.